# Shahid Mansouri Gharczak Futsal Club
Shahid Mansouri Gharczak Futsal Club – irański klub futsalowy z siedzibą w mieście Gharczak, obecnie występuje w najwyższej klasie rozgrywkowej Iranu.

## Sukcesy
- finalista Klubowych Mistrzostw AFC w futsalu (1): 2011
- Mistrzostwo Iranu (2): 2010/11, 2011/12